# Caboclo

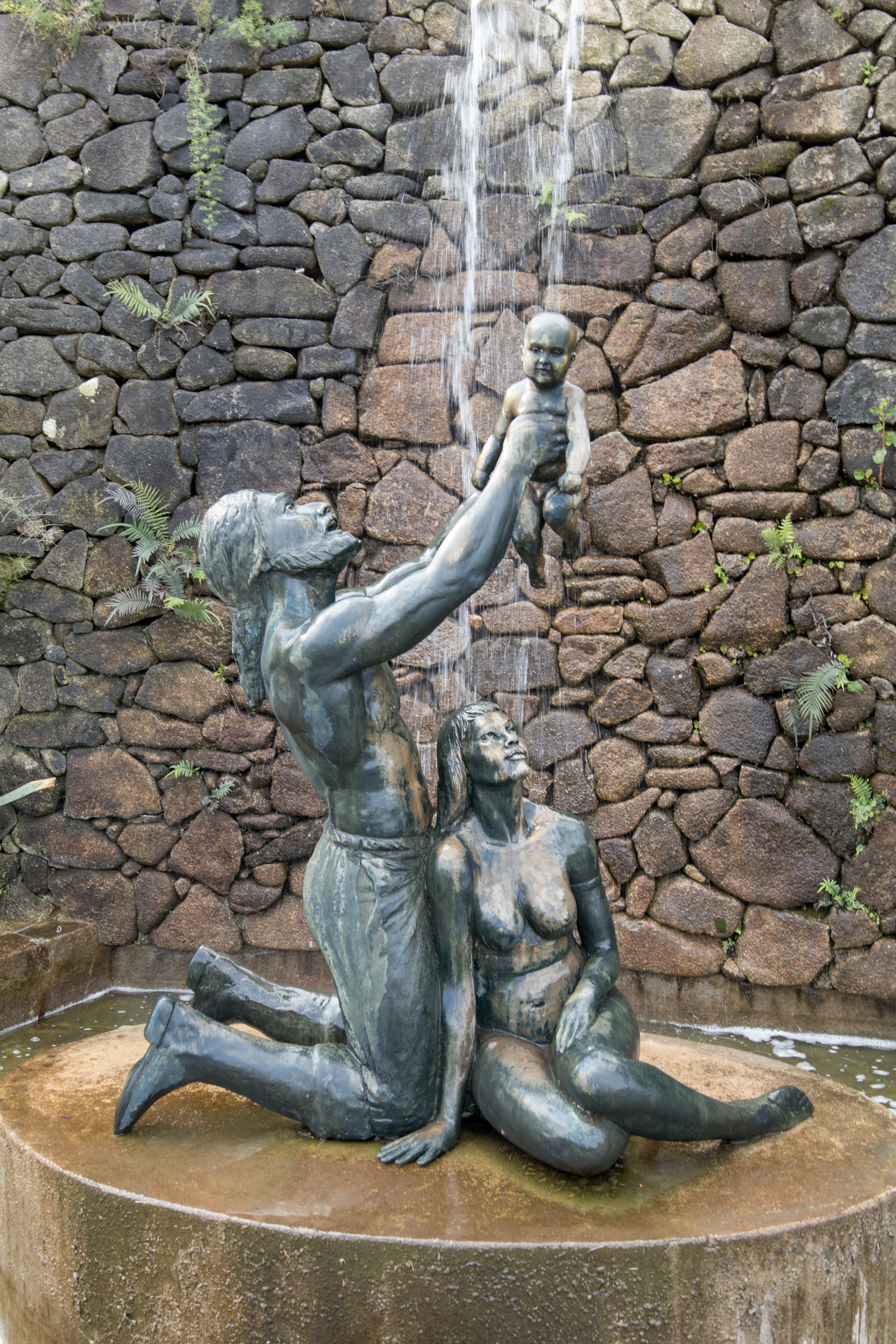
Nascimento de caboclo representado no Monumento aos Bandeirantes, em Santana de Parnaíba, no Brasil.

Caboclo é o mestiço de branco com indígena, ou o descendente destes. Caboclo significa procedente do branco, ou filho de branco na língua tupi-guarani, também era a antiga designação dada pelos portugueses para classificar os Povos indígenas do Brasil. Caboclo pode também, ser sinônimo de caipira. Os descendentes de brancos com caboclo(a) recebem a denominação utilizada também pelos filhos de brancos e indígenas, ou são classificados como brancos através da miscigenação racial. No Sistema de castas nas colônias espanholas na América, os descendentes de brancos e mestiços de indígenas eram chamados de castizos.

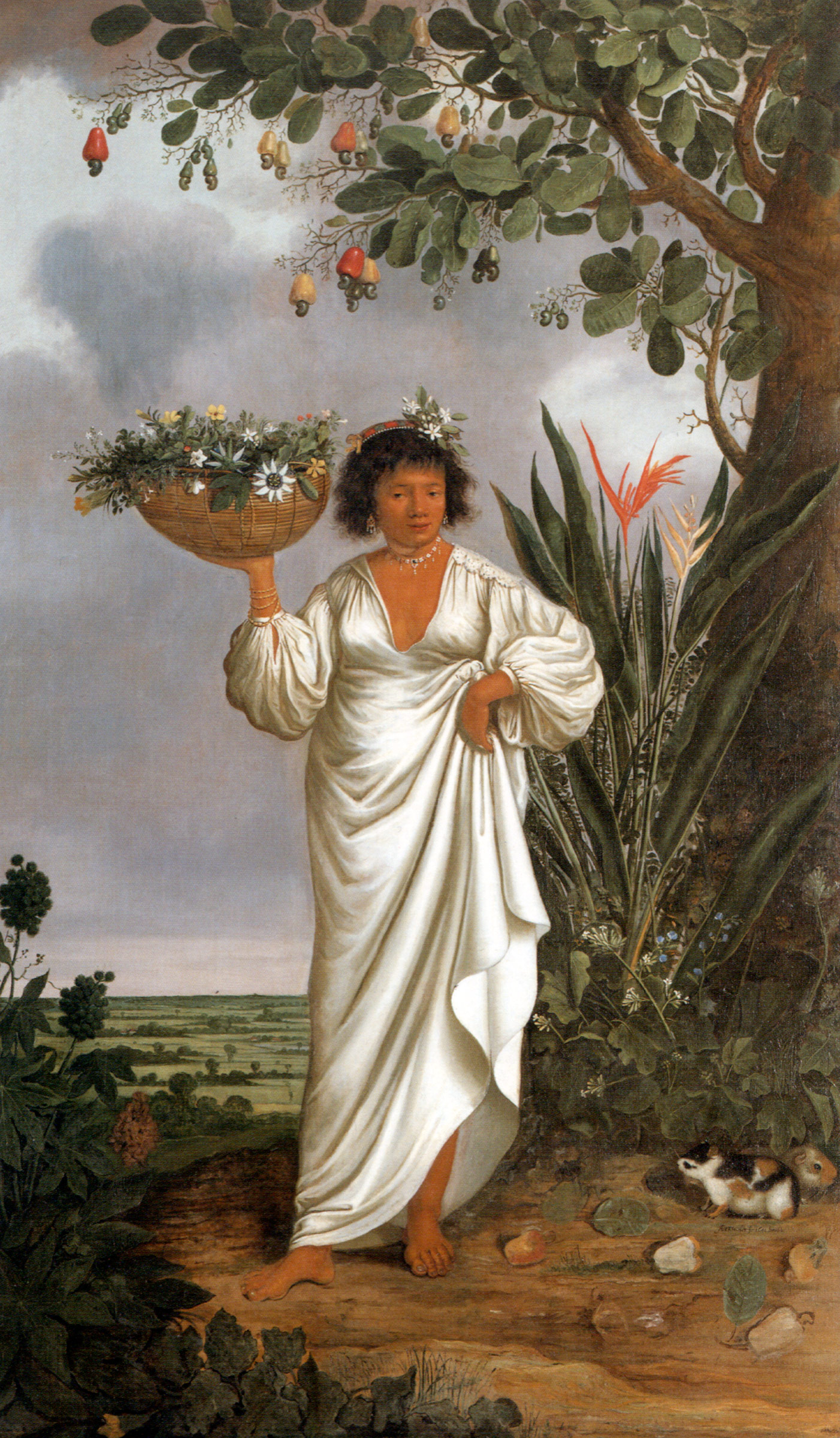
Mulher Mameluca no Brasil Holandês, cerca de 1637 a 1664. Pintura de Albert Eckhout.

## Origem

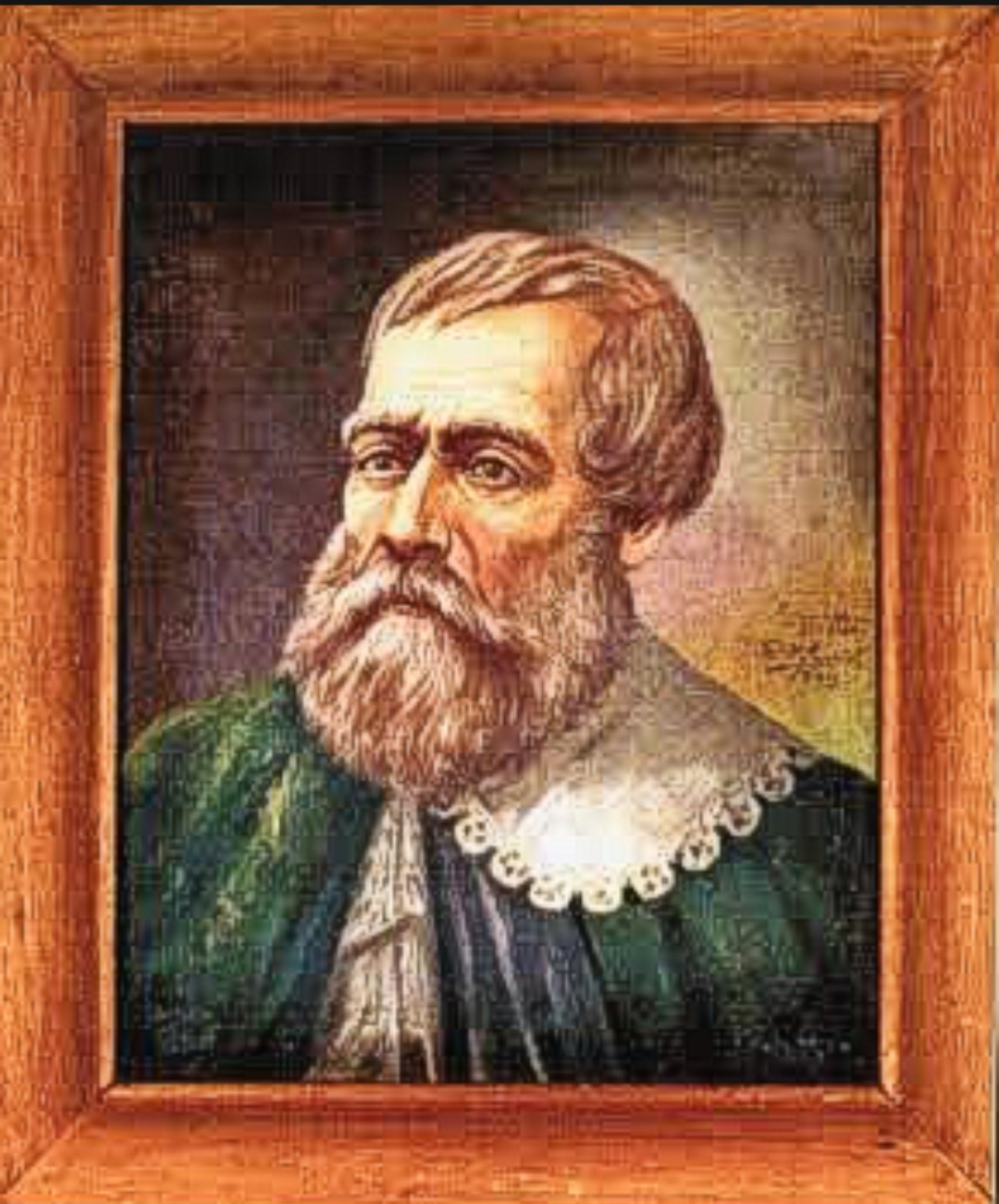
Diogo Álvares Corrêa, o "Caramuru".

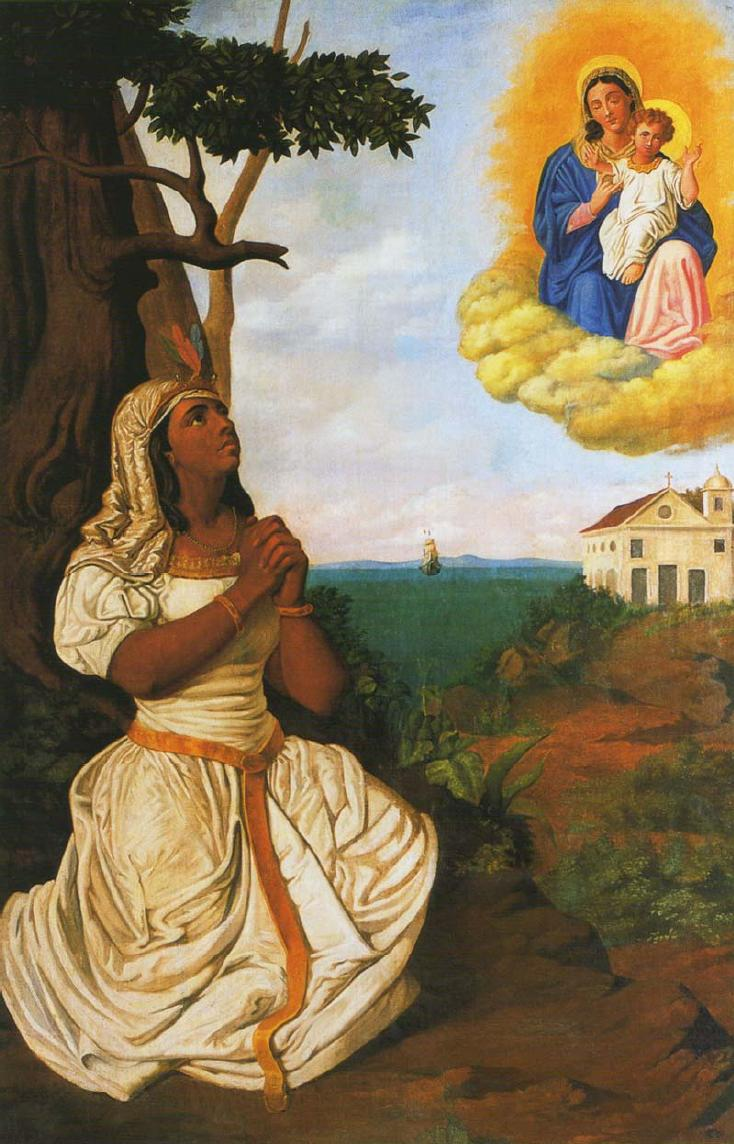
A princesa indígena tupinambá Catarina Paraguaçu, que foi esposa do Diogo Álvares Corrêa (Caramuru), e convertida ao catolicismo.

A história do povo caboclo começa nos primeiros anos do século XVI, com o início da exploração do pau-brasil na zona costeira. Embora as relações consensuais e não consensuais entre homens europeus e mulheres indígenas ocorram desde os primórdios da colônia, o primeiro caso documentado de indivíduo branco a se fixar em território brasileiro, e a prosperar em uma comunidade indígena no Brasil, foi o do português Diogo Álvares Corrêa, que naufragou na costa do recôncavo da Bahia em 1509.
Diogo Álvares, o "Caramuru" (apelido recebido pelos indígenas tupinambás), através da sua união com a princesa indígena Catarina Paraguassú, deram origem a "raça brasileira", começando a miscigenação racial baiana, juntos deixaram uma extensa descendência cabocla. A cabocla Madalena Caramuru (filha do Caramuru com a Catarina), é considerada a primeira mulher brasileira alfabetizada.

## Etnônimo
A denominação foi dada pelos primeiros colonos lusitanos nas terras brasileiras para os mestiços. Os mamelucos que se destacaram na então colônia portuguesa foram os bandeirantes, que colaboraram para a expansão do território, até então limitado pelo Tratado de Tordesilhas. Assim, alguns se destacaram na então colônia portuguesa (séculos XVI a XIX) como bandeirantes, exploradores que se engajavam na captura de índios e na busca de metais preciosos, contribuindo para a expansão do território brasileiro para além das fronteiras delimitadas na época pelo Tratado de Tordesilhas.
Na América do Sul, mameluco (mais comumente conhecido como "caboclo") é, também, o termo usado para identificar pessoas mestiças. Nos século XVII e século XVIII, mameluco referia-se a bandos organizados por colonizadores (mesclados ou não) caçadores de escravos. Mamelucos eram, em sua maioria, exploradores que vagueavam pelo interior da América do Sul desde o Atlântico até às encostas dos Andes, e do rio Paraguai até ao rio Orinoco fazendo incursões nas áreas indígenas em busca de metais preciosos.

## Etimologia
Segundo o Dicionário Aurélio, "caboclo" procede do tupi kari'boka, que significa "procedente do branco". O tupinólogo Eduardo de Almeida Navarro defende que "caboclo" se originou do termo tupi kuriboka, que, num primeiro momento, designava o filho de índio com africana. Mais tarde, kuriboka teria passado a se referir também ao filho de mãe índia e pai branco e depois ao mestiço de caboclos e brancos.
Câmara Cascudo, no "Dicionário do Folclore Brasileiro", defende a forma "caboco". Além disso, não encontrou base nas diversas hipóteses etimológicas existentes para o termo, como a que afirma derivar do tupi caa-boc, "o que vem da floresta", ou de kari'boca, "filho do homem branco".

## Descrição

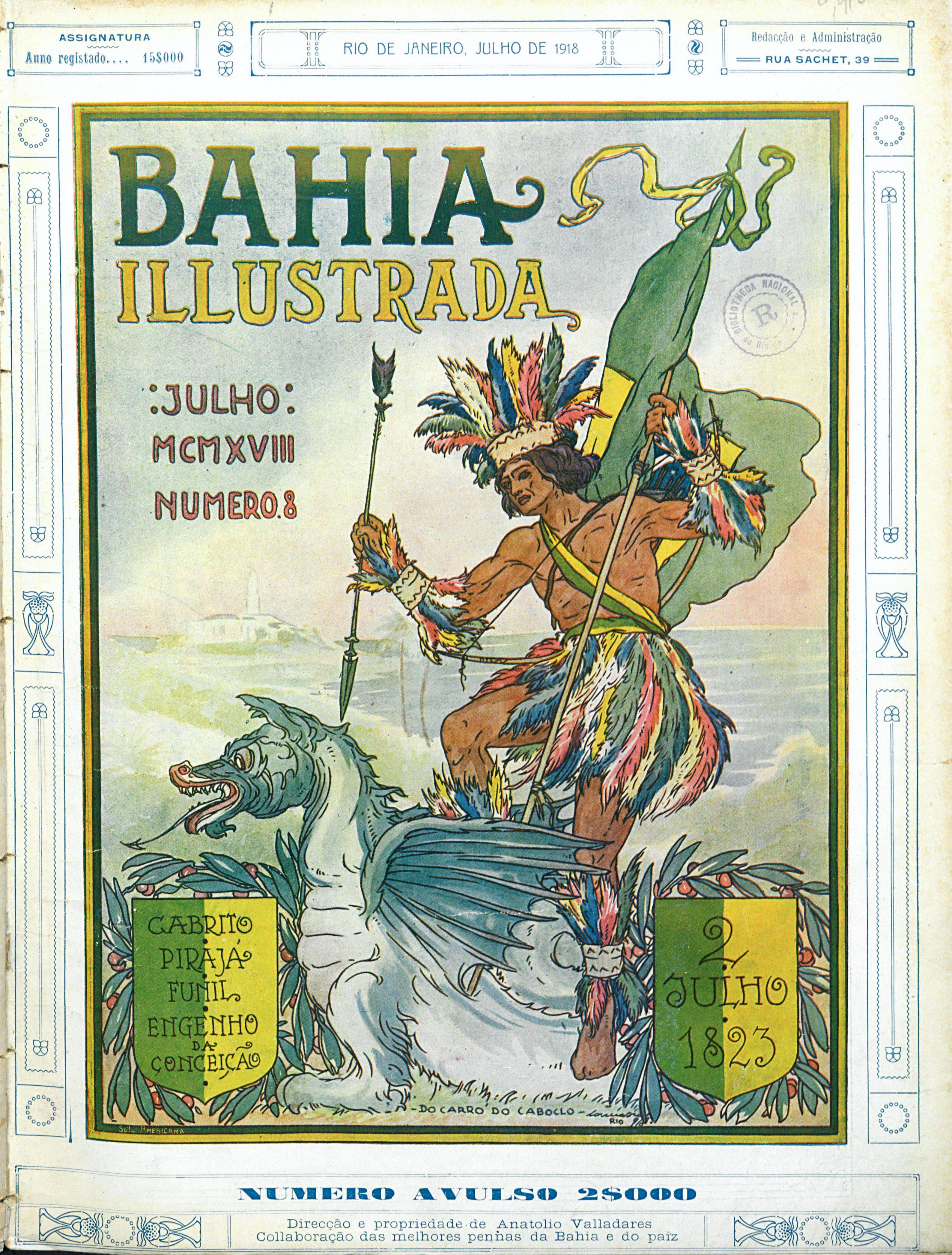
Alegoria do "Caboclo" ilustrando a edição da revista Bahia Illustrada, em 1918. Se tornou a personificação dos brasileiros que lutaram contra os portugueses pela Independência da Bahia.

Os caboclos formam o mais numeroso grupo populacional da Região Norte do Brasil (Amazônia) e de alguns estados da Região Nordeste do Brasil (Rio Grande do Norte, Piauí, Maranhão, Alagoas, Ceará e Paraíba).[carece de fontes?] Contudo, a quantificação do número de pessoas consideradas caboclas no Brasil é tarefa difícil, pois, segundo os métodos usados pelo Instituto Brasileiro de Geografia e Estatística em seus recenseamentos, os caboclos entram na contagem dos 44,2% de pessoas consideradas pardas no Brasil, grupo que também inclui mulatos, cafuzos e várias outras combinações da mistura de negros ou índios com outras raças, como negro e oriental, índio e oriental, negro, índio e branco, negro, índio e oriental etc.
Os atributos que definem a categoria social caboclos são econômicos, políticos e culturais. Nesse sentido, o termo refere-se aos pequenos produtores familiares da Amazônia que vivem da exploração dos recursos da floresta. Os principais atributos culturais que distinguem os caboclos dos pequenos produtores de imigração recente são o conhecimento da floresta, os hábitos alimentares e os padrões de moradia. Devido a seus atributos econômicos similares, no entanto, os dois, caboclos e imigrantes, podem ser alocados na categoria social mais ampla de camponeses.